# Friedrich von Ingenohl
Gustav Heinrich Ernst Friedrich von Ingenohl (Neuwied, 30 de junio de 1857 - Berlín, 19 de diciembre de 1933) fue un almirante alemán, conocido por ser comandante en jefe de la Flota de Alta Mar de la Marina Imperial alemana en los dos primeros años de la Primera Guerra Mundial.
Como jefe de las fuerzas navales alemanas durante los compases iniciales de la Gran Guerra, su intención fue intentar derrotar a su principal adversario en los mares, la Royal Navy británica, en una rápida y decisiva batalla. Sin embargo, esta táctica no contó con el apoyo del resto del almirantazgo germano e Ingenohl se tuvo que limitar a buscar repetidos encontronazos con los efectivos navales británicos con la intención de forzarlos a emprender un contraataque imprudente y así obtener cierta ventaja para la numéricamente inferior flota alemana. Sin embargo, nunca consiguió su objetivo y en el único combate que logró forzar con esta táctica, la batalla de la bahía Heligoland librada el 28 de agosto de 1914, la Marina Imperial perdió tres cruceros ligeros y un buque torpedero ante los navíos británicos. Tras otro fracaso similar en el banco Dogger el 24 de enero de 1915, Ingenohl fue relevado del mando de la Flota de Alta Mar el 2 de febrero de ese año y sucedido por el almirante Hugo von Pohl. Friedrich von Ingenohl murió en Berlín el 19 de diciembre de 1933. 